# 文华奖
文华奖是中华人民共和国文化部為表彰专业舞台艺术工作者而設立的奖項，綜合獎方面分為文华大奖、文华新剧目奖、文华新节目奖和文华新剧目特别奖。单项奖分為文华剧作奖、文华词作奖、文华导演奖、文华编导奖、文華音樂創作獎、文華舞台美術獎、文華表演獎等。該獎始于1991年，一開始每年一屆，1998年改为每两年一届，2004年改为每三年一届，并与中国艺术节奖两奖合一。